# Сміливий житель пограничної зони
Сміливий житель пограничної зони (англ. The Bold Frontiersman) — американський пригодницький вестерн режисера Філіпа Форда 1948 року.

## Сюжет
Лейн і його кінь Блек Джек повинні захистити золото від поганого хлопця Усміхненого Джека.

## У ролях
- Аллан Лейн — Рокі Лейн
- Блек Джек — кінь
- Едді Воллер — шериф Кларк
- Рой Баркрофт — Усміхнений Джек
- Джон Елвін — дон Пост
- Френсіс МакДональд — Адпм Пост
- Фред Грехем — бандит Смокі
- Ед Кессіді — Морт Харріс